# Asteliaceae
Las asteliáceas (nombre científico Asteliaceae) son una familia de plantas monocotiledóneas presentes en el Hemisferio Sur. Son más o menos rizomatosas, de hojas espiraladas, con flores en una inflorescencia que puede ser un racimo o una espiga, las brácteas de las inflorescencias son grandes, las flores pequeñas, los tépalos connados basalmente, el androceo adnato al perianto, las anteras basifijas. La familia fue reconocida por sistemas de clasificación modernos como el sistema de clasificación APG II del 2003 y el APWeb (2001 en adelante).

## Filogenia
Hypoxidaceae es una familia que tradicionalmente había sido ubicada en Amaryllidaceae. Lanariaceae con su único género Lanaria en el pasado fue considerado un miembro de Haemodoraceae (Hutchinson 1967) o Tecophilaeaceae (Dahlgren et al. 1985). Estas dos familias junto con Asteliaceae, Blandfordiaceae y probablemente también Boryaceae forman un clado, y salvo por la ubicación de Boryaceae, las otras 4 tienen buen apoyo como clado en los análisis moleculares. Una sinapomorfía potencial para estas familias es la estructura del óvulo: al menos Asteliaceae, Blandfordiaceae, Lanariaceae e Hypoxidaceae poseen una constricción chalazal y una cofia nucelar ("nucellar cap"). Soltis et al. (2005), dejando afuera del clado a Boryaceae, sugirieron que estas familias se fusionararan en un Hypoxidaceae sensu lato.
Dentro de este clado, Asteliaceae + Hypoxidaceae + Lanariaceae forman a su vez un clado con apoyo del 100 % de bootstrap. La morfología también provee algún apoyo para estas relaciones: Asteliaceae e Hypoxidaceae forman rosetas cubiertas con pelos multicelulares ramificados (también Lanariaceae posee pelos multicelulares), y poseen canales radiculares llenos de mucílago (este último carácter también presente en Lanariaceae), pero Blandfordia (único género de Blandfordiaceae) no comparte estos caracteres. Además, este clado posee estomas paracíticos, la lámina de la hoja con una vena media distintiva, quizás el gineceo más o menos ínfero, y una micropila biestomal. Asteliaceae + Hypoxidaceae poseen flavonoles, endosperma de paredes delgadas, cotiledón no fotosintético, y la lígula larga.

## Taxonomía

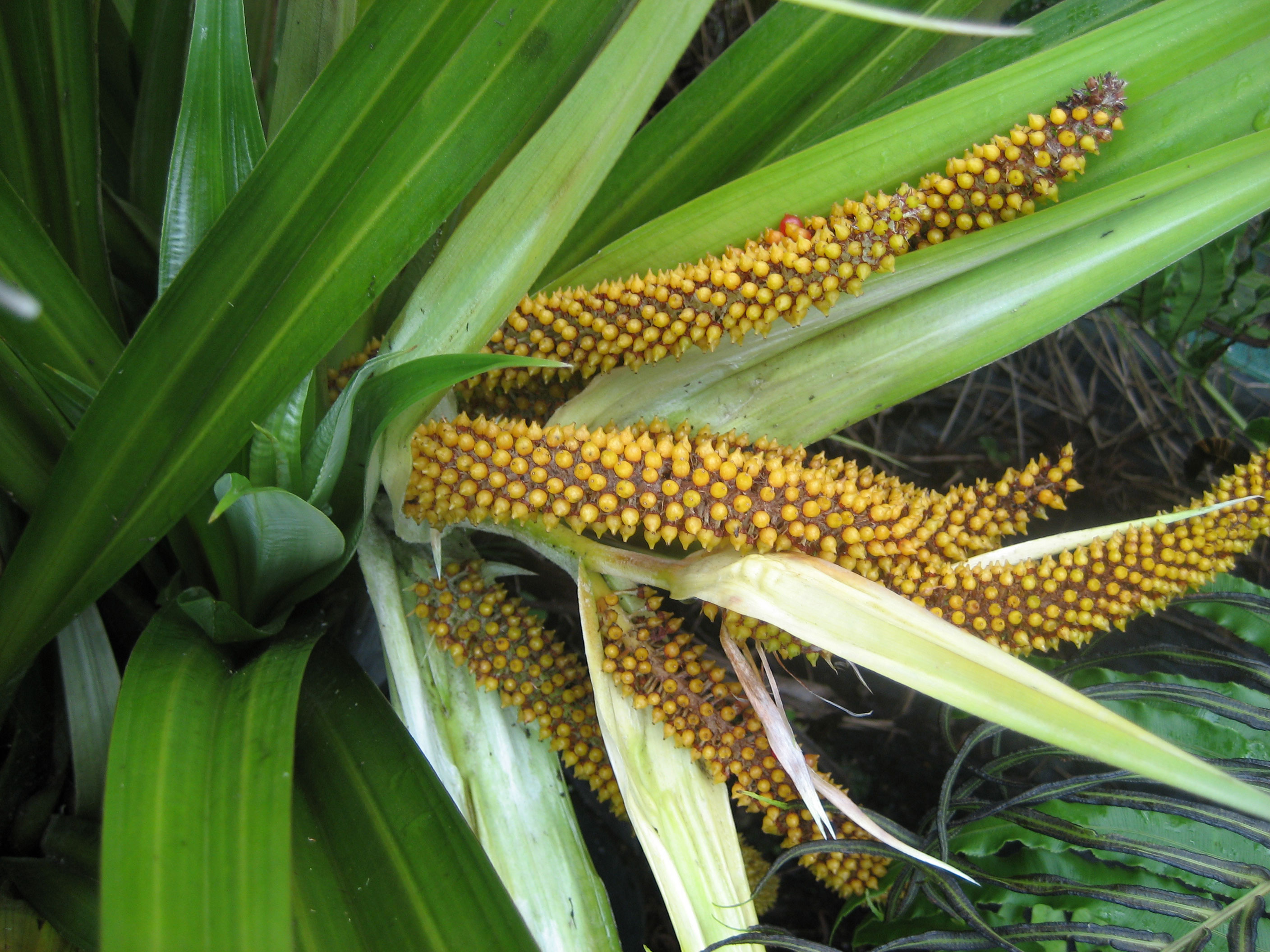
Hábito de Collospermum hastatum, una planta epífita presente en los bosques de Nueva Zelanda. Se observan los frutos, los amarillos están inmaduros, los rojos ya están maduros.

Los géneros, conjuntamente con su publicación válida, distribución y número de especies se listan a continuación (Royal Botanic Gardens, Kew):
- Astelia Banks & Sol. ex R.Br., Prodr.: 291 (1810). Mascarenes, Nueva Guinea, Oceanía, Magellan Reg., Islas Malvinas. 26 especies.
- Collospermum Skottsb., Kongl. Svenska Vetensk. Acad. Handl., III, 14(2): 72 (1934). Nueva Zelanda al SudOeste del Pacífico. 5 especies.
- Milligania Hook.f., Hooker's J. Bot. Kew Gard. Misc. 5: 296 (1853). Tazmania. 5 especies.
- Neoastelia J.B.Williams, in Fl. Australia 45: 493 (1987). E. de Australia. 1 especie.